# Шубатово (платформа)
Шубатово — остановочный пункт Большого кольца Московской железной дороги на участке Яганово — Воскресенск. Располагается в городском округе Ступино недалеко от границы Коломенского городского округа Московской области. Относится к Московско-Курскому региону Московской железной дороги.
Рядом с платформой по обе стороны от железной дороги расположена деревня Шманаево городского округа Ступино Московской области.

## Общие сведения
Участок Жилёво — Воскресенск Большого железнодорожного кольца введён в постоянную эксплуатацию в 1940 году. После электрификации в 1966 году данного участка БМО постоянным током напряжением 3 кВ и запуска электропоездов, на нём в последующие два года было сооружено несколько дополнительных остановочных пунктов в пешей доступности от расположенных вблизи железной дороги населённых пунктов. В их числе был и остановочный пункт возле деревень Чубатово и Шманаево. Название остановочного пункта было позаимствовано у деревни Чубатово, располагавшейся к западу от остановочного пункта (впоследствии данный населённый пункт был упразднён). При этом в официальные документы о наименовании нового остановочного пункта вкралась ошибка, и вместо Чубатово ему было присвоено название Шубатово. Собственно название деревни Чубатово происходит от имени-прозвища первопоселенца Чубатой — «человек с длинным чубом».
Первоначально остановочный пункт Шубатово располагался на перегоне Мякинино — Непецино. После ликвидации в конце 1990-х годов путевого развития в Мякинине, Шубатово оказалось на перегоне Яганово — Непецино. Перегон двухпутный.
Остановочный пункт оснащён двумя низкими прямыми боковыми укороченными посадочными платформами длиной ≈50 метров каждая. Платформы расположены симметрично друг напротив друга, через железнодорожные пути между платформами проложен пешеходный настил. Имеются лавочки для ожидающих поезд пассажиров и электрическое освещение. Около восточной оконечности платформы «на Яганово» расположена служебная железнодорожная бетонная постройка, используемая в качестве складского помещения. Билетной кассы и каких-либо прочих построек и сооружений для пассажиров на остановочном пункте не имеется.

## Движение электропоездов
На платформе ежедневно останавливаются: 2 пары электропоездов, курсирующих на линии Михнево — Яганово — Воскресенск — Куровская, и 1 пара электропоездов, курсирующих на линии Жилёво — Яганово — Воскресенск — Куровская. Кассы и ТППД платформе отсутствуют.
- Расписание пригородных поездов на Яндекс.Расписаниях
- Расписание пригородных поездов на tutu.ru

## Галерея
- Платформа Шубатово (вид в сторону Непецина)
- Шубатово, табличка старого образца
- Вид на деревню Шманаево с платформы
- Служебная постройка железной дороги около восточного края платформы
- Поле
- Дома в Шубатове